# James Morris
James Morris (Baltimore, 10 de enero de 1947) es un bajo-barítono estadounidense. Destacado cantante de óperas de Wagner, especialmente Wotan y El holandés errante.
Estudió en el Peabody Conservatory de su ciudad natal y posteriormente con Rosa Ponselle perfeccionando luego en Europa el rol de Wotan con el legendario Hans Hotter, el máximo exponente del personaje.
Debutó en el Metropolitan Opera de 1971 en Aida cantando diversidad de personajes en ópera italiana, francesa y alemana. 
Cosechó éxitos como Don Giovanni, Scarpia en Tosca y los cuatro villanos de Los cuentos de Hoffmann de Offenbach además de Iago en Otello de Verdi y el Mefistofele de Fausto (Gounod) y de La Damnation de Faust de Berlioz.
En la década de 1980 llegó su consagración como Wotan en El anillo del nibelungo de Wagner en Viena, Múnich, Hamburgo, Chicago, Berlín, Tokio, Buenos Aires (1996, La Valquiria), San Francisco y el Metropolitan Opera. Morris ha cantado el personaje de Wotan por más de veinte años.
Añadió otros tres papeles wagnerianos de relevancia: El holandés errante, Gurnemanz (Parsifal) y Hans Sachs de Los maestros cantores de Núremberg y de Richard Strauss, como Iokanaan de Salomé.
Está casado con la mezzosoprano Susan Quittmeyer y tienen dos hijas.

## Discografía de referencia
- Durufle, Fauré: Requiem / Shaw
- Mozart: Così Fan Tutte / Muti
- Offenbach: The Tales Of Hoffmann / Ozawa
- Rossini: Il Turco in Italia / Bernstein
- Strauss: Salome / Ozawa
- Stravinsky: Oedipus Rex / Levine
- Verdi: Aida / Levine
- Verdi: Il Trovatore / Levine
- Verdi: Otello / Levine
- Wagner: Das Rheingold / Haitink
- Wagner: Das Rheingold / Levine
- Wagner: Der Fliegende Holländer / Levine
- Wagner: Die Walküre / Haitink
- Wagner: Die Walküre / Levine
- Wagner: Parsifal / Levine
- Wagner: Siegfried / Haitink
- Wagner: Siegfried / Levine